# Symbiopsis pentas
Symbiopsis pentas är en fjärilsart som beskrevs av Nicolay 1971. Symbiopsis pentas ingår i släktet Symbiopsis och familjen juvelvingar. Inga underarter finns listade i Catalogue of Life.